# Oleszno (gmina w województwie kieleckim)
Oleszno – dawna gmina wiejska istniejąca do 1954 roku w woj. kieleckim. Siedzibą władz gminy było Oleszno. 
W okresie międzywojennym gmina Oleszno należała do powiatu włoszczowskiego w woj. kieleckim. Po wojnie gmina zachowała przynależność administracyjną. Według stanu z dnia 1 lipca 1952 roku gmina składała się z 8 gromad: Chotów, Ewelinów, Kozia Wieś, Lasocin, Oleszno, Świdno, Wola Świdzińska i Zabrody.
Jednostka została zniesiona 29 września 1954 roku wraz z reformą wprowadzającą gromady w miejsce gmin. Po reaktywowaniu gmin z dniem 1 stycznia 1973 roku gminy Oleszno nie przywrócono, a jej dawny obszar wszedł głównie w skład gminy Krasocin w tymże powiecie i województwie.